# Теорема Планшереля
Теорема Планшереля — утверждение о свойствах преобразования Фурье. Она утверждает, что для всякой функции, квадрат модуля которой интегрируем, существует и однозначно определена с точностью до значений на множестве меры нуль функция, являющаяся её преобразованием Фурье. Была доказана Планшерелем в 1910 году. Играет важную роль в функциональном анализе.

## Формулировка
Для всякой функции действительного переменного {\displaystyle f(x)}, принадлежащей множеству функций, чей квадрат модуля интегрируем {\displaystyle L^{2}} на интервале {\displaystyle \left(-\infty ,\infty \right)}, существует такая функция действительного переменного {\displaystyle g(x)}, также принадлежащая {\displaystyle L^{2}} на интервале {\displaystyle \left(-\infty ,\infty \right)}, что
{\displaystyle \lim _{A\to \infty }\int \limits _{-\infty }^{\infty }\left|g(u)-{\frac {1}{\sqrt {2\pi }}}\int \limits _{-A}^{A}f(x)e^{iux}dx\right|^{2}du=0}.
Также выполняются равенства: 
{\displaystyle \int \limits _{-\infty }^{\infty }\left|g(u)\right|^{2}du=\int \limits _{-\infty }^{\infty }\left|f(x)\right|^{2}dx}
и
{\displaystyle \lim _{A\to \infty }\int \limits _{-\infty }^{\infty }\left|f(x)-{\frac {1}{\sqrt {2\pi }}}\int \limits _{-A}^{A}g(u)e^{-iux}du\right|^{2}dx=0}.
Функция {\displaystyle g(u)}, являющаяся преобразованием Фурье функции {\displaystyle f(x)}, однозначно определена с точностью до её значений на множестве меры нуль.